# Eduard Kohlrausch
Pour les articles homonymes, voir Kohlrausch.
Eduard Kohlrausch (né le 4 février 1874 à Darmstadt, mort le 22 janvier 1948 à Berlin), est fils du physicien Friedrich Wilhelm George Kohlrausch, petit-fils du physicien Rudolf Hermann Arndt Kohlrausch et arrière-petit-fils du directeur général des écoles de Hanovre Heinrich Friedrich Theodor Kohlrausch. Il est un professeur de droit pénal reconnu.

## Biographie
Kohlrausch passe un Doctorat d'État après des études à l'université de Strasbourg en 1902 puis à l'université de Heidelberg où il prend un poste de chargé de cours en 1903. En 1904 il devient professeur de droit à l'université de Königsberg. À partir de 1905, il est coéditeur de la revue de Droit pénal et prend une chaire à l'Université de Strasbourg en 1913, jusqu'à la fermeture de celle-ci avant la Première Guerre mondiale.
Sa réputation à l'université Humboldt de Berlin puis permet d'obtenir une chaire en 1919, succédant à Franz von Liszt. En 1931 il devient président du groupe germanique de l'union criminelle internationale et de 1933 à 1936. Il est membre de la Commission de droit pénal du Reichsjustizministerium (ministère de la Justice du Reich) et de 1936 à 1939 membre de la Commission de procédure pénale. En 1933, il est rétrogradé de son poste de recteur de l'université Humboldt de Berlin. Il figure pour l'année 1934-35 au Führerlexicon (répertoire des fidèles du Führer). Il adhère en 1934 à l'Union des juristes nationaux-socialistes. et devient membre de l'Union nationale-socialiste du droit allemand. En 1944, il reçoit de Hitler la médaille Goethe pour l'art et les sciences.
Après 1945, Kohlrausch poursuit son activité universitaire à Berlin. À la réouverture de l'université de Berlin, en 1946, il est nommé doyen intérimaire de la faculté de droit dont il occupe en outre la chaire de droit pénal. En 1946 il devient membre de l'Académie des sciences de la RDA. En raison de son rôle dans le national-socialisme, un comité d'examen à université Humboldt examine, à partir de 1947, ses publications relatives aux lois de Nuremberg. Kohlrausch meurt avant que son rôle dans le national-socialisme ne soit définitivement éclairci. Peu de temps avant sa mort, il refuse une nomination à l'université de Francfort-sur-le-Main.
Kohlrausch avait obtenu de son vivant un doctorat honoris causa de l'Université de Sofia. En raison de ses activités passées, cette distinction lui est formellement retirée en 2020 par ladite Université, à la suite d'une démarche de l'association bulgare des survivants de l'Holocauste.
Kohlrausch s'est fait connaître par ses commentaires brefs et éclairants du droit pénal, auxquels a participé son élève Richard Lange (de) (1906-1995).

## Publications
- Tribut au 70e anniversaire de Reinhard Frank (de). Berlin 1930. Recherches et progrès. vol. 6 (1930), 22/23, S.300-301.
- La crise historique de l'esprit du droit pénal. Discours inaugural au rectorat de l'université Friedrich Wilhelm Humbold de Berlin, le 15 octobre 1932. Berlin 1932.
- Kohlrausch Eduard / Richard Lange : Le Code pénal avec explications et annexes. 39. u. 40. Aufl. Berlin 1950.
- Réforme du droit pénal : entretien critique du projet officiel de code pénal allemand. Éditeur Paul Felix Aschrott et Eduard Kohlrausch. Postdr. d. Ausg. Berlin, Leipzig 1926. Ruisseau d'or en 1997. (La bibliothèque du droit pénal allemand, le nouveau maître; 2). 1998.
- L'erreur et notion de dette dans le droit pénal. Berlin 1903. (Postdr. München en 1995).